# 那須烏山市立図書館
那須烏山市立図書館（なすからすやましりつとしょかん）は、栃木県那須烏山市にある公立図書館。中央一丁目にある烏山図書館と田野倉にある南那須図書館から成る。指定管理者制度を導入しており、図書館流通センターが管理運営する。

## 歴史

### 幻の烏山文庫
二宮文庫（栃木県立図書館の前身）資料の中に、那須郡烏山町の「烏山文庫」から届いたはがきが1枚残されている。このはがきは1915年（大正4年）12月3日付で、御大典記念に有志で烏山文庫を作ったものの、経験が不足しているため、資料収集の参考にしたいので、二宮文庫の図書目録を送ってほしいという内容が記されている。これに対する二宮文庫からの返答は残っておらず、烏山文庫の詳細も不明である。1922年（大正11年）の統計によると、栃木県には青年団が設立した文庫が39か所あったといい、烏山文庫もそうした簡易的な図書館の1つであったと見られる。これらの図書館の蔵書は400 - 500冊程度であった。

### 烏山青年団図書館（1946-1950）
第二次世界大戦の終結から間もない時期に、烏山町青年団の大島正らは各種の文化活動を行う烏山町青年文化連盟を立ち上げた。その中の1つに読書会活動があり、これを発展させる形で、福田政治が中心となって図書館設置運動を展開した。この運動により、町内の各家庭から図書や雑誌4,400冊と、若干の資金が集まり、1946年（昭和21年）に小森百貨店2階を借用した「烏山青年団図書館」として開館するに至った。青年団図書館は場所を転々としながら利用者数を伸ばしていき、烏山保育園の一角に置かれた時期もある。また、烏山町議会議員全員と懇談会を持ったり、町民への資金提供を呼び掛けたりして、新館建設を目指した。その結果、95,000円の寄付を獲得し、1948年（昭和23年）11月3日に、烏山町役場の裏手に22坪（≒72.7 m2）の新図書館を建設、開館した。『栃木県の図書館』は、この時点を創立としている。館長には、町議会議員になっていた福田政治が就任し、全青年団員が宿直しながら運営した。図書館を運営する女性事務員への手当を支給するため、閲覧料を徴収していた。

### 烏山町公民館図書部から烏山町立図書館へ（1951-2003）
1950年（昭和25年）に図書館法が施行されると、青年団図書館は一切を烏山町に寄贈し、1951年（昭和26年）からは烏山町公民館図書部として運営されるようになった。1957年（昭和32年）には烏山藩士の子孫から寄贈された藩政期の史料3,500点から成る「平野文庫」を設置した。公民館図書部ながら、1963年（昭和38年）頃に栃木県公共図書館協議会へ、1968年（昭和43年）には全国公共図書館協議会へ加盟した。この間、烏山町1925番地の1に移転している。
1971年（昭和46年）、烏山小学校が愛宕台に移転したことで空いた旧校舎が教育委員会に転用されることになり、図書部もそこへ移り、同時に町内の地区公民館にあった蔵書をすべて烏山町中央公民館に集めた。1975年（昭和50年）3月に烏山町立図書館設置条例と烏山町立図書館規則を整え、烏山町立図書館が正式に設置された。同年度の蔵書数は14,628冊で、独立した図書館の建設がこの年から構想された。1977年（昭和52年）5月には、6900万円をかけて建設した新図書館が開館した。同年7月には同じ敷地に郷土資料館も開館した。

### 南那須町立図書館の創設から那須烏山市立図書館へ（2003-）
2003年（平成15年）4月1日、南那須町立図書館が開館した。2000年代に開館した図書館としては、栃木県第1号である。
2005年（平成17年）1月12日の南那須町・烏山町合併協議会で、南那須町立図書館と烏山町立図書館の取り扱いについて話し合われ、「現行のとおり新市に引継ぐもの」とされた。当時の両館はどちらも1人5冊まで14日間の貸出が可能であり、休館日は月曜日と第3日曜日であった。開館時間は烏山町立図書館が10時から18時であったのに対し、南那須町立図書館は9時から19時（11月から3月は18時まで、土日は17時までに短縮）と違いがあり、南那須町立図書館では図書以外にAV資料の貸出も実施していた。同年10月1日に、南那須町と烏山町が合併して那須烏山市が発足し、那須烏山市立図書館も発足した。
2012年（平成24年）度に指定管理者制度導入し、大高商事・大新東ヒューマンサービス・藤井産業共同事業体が指定管理者となった。指定管理者による運営に移行したことで、貸出冊数やイベント数の増加、職員の司書比率の上昇などの効果があった。
2017年（平成29年）1月、那須烏山市は公共施設等総合管理計画の原案を公表し、パブリックコメントを実施した。原案では烏山図書館を南那須図書館に統合し、図書館窓口等の代替機能の設置を検討する旨が記されていたが、烏山図書館の廃止に対する反対意見が寄せられたことから、南那須図書館へ統合する方針を維持しつつも、烏山図書館の代替機能を複合・多機能型施設の中に設置する旨の表現に改めた。2017年（平成29年）度からの第2期指定管理の管理者は、大高商事・シダックス大新東ヒューマンサービス・藤井産業共同体が務めた。
2022年（令和4年）度からの第3期指定管理では、図書館流通センターに指定管理者が変更された。新型コロナウイルス感染症対応地方創生臨時交付金を活用して、2022年（令和4年）9月1日、那須烏山市電子図書館の運用を開始した。

## 各館

### 烏山図書館

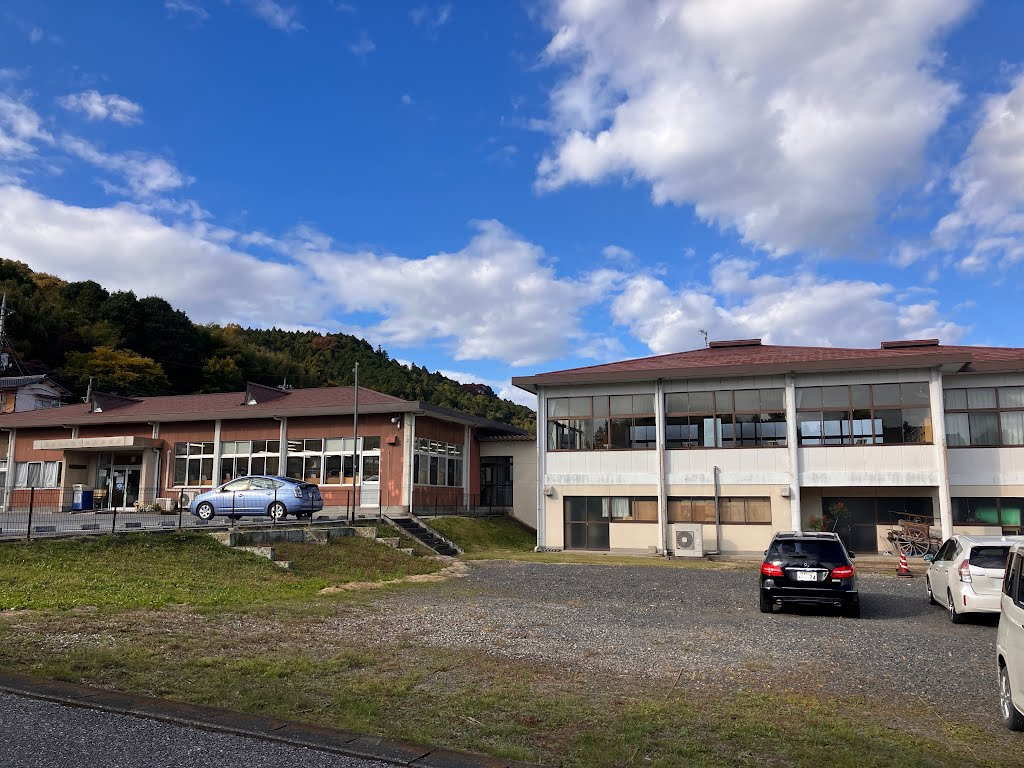
烏山図書館

那須烏山市立烏山図書館（なすからすやましりつからすやまとしょかん）は、那須烏山市中央一丁目18-39（北緯36度39分33.42秒 東経140度09分05.27秒 / 北緯36.6592833度 東経140.1514639度）にある。1946年（昭和21年）に開館した「烏山青年団図書館」を起源とし、1975年（昭和50年）3月に条例に基づく正式な図書館となった。1977年（昭和52年）築の本館（延床面積812.06 m2）と1980年（昭和55年）築の学習室（481.46 m2）から成る。2022年（令和4年）4月現在の館長は小林由実、職員数は6人。2022年（令和4年）3月31日現在の蔵書数は73,061冊、2021年（令和3年）度の貸出冊数は48,464冊。
同じ敷地にあり、同じ年に建設された烏山郷土資料館は、施設の老朽化を理由に2016年（平成28年）4月から閉館しており、烏山図書館も施設の廃止が検討されている。廃止になった場合、複合・多機能型施設を新築し、その中に図書館の代替施設が設けられる予定である。

### 南那須図書館

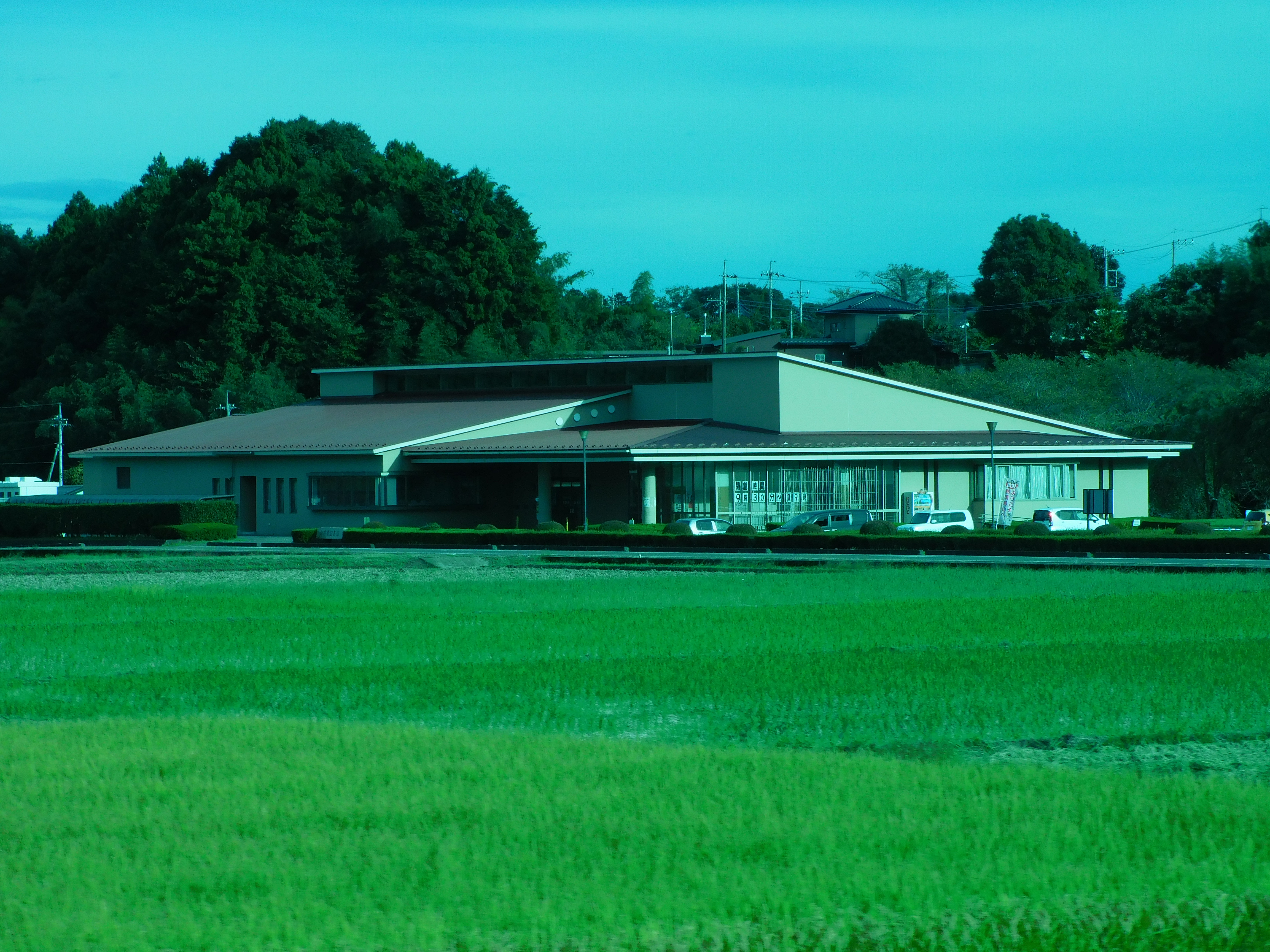
南那須図書館

那須烏山市立南那須図書館（なすからすやましりつみなみなすとしょかん）は、那須烏山市田野倉65-1（北緯36度39分33.17秒 東経140度05分56.71秒 / 北緯36.6592139度 東経140.0990861度）にある。2003年（平成15年）4月に開館した。建物は同年築で、延床面積は1,766.0 m2である。2022年（令和4年）4月現在の館長は池田尚子、職員数は7人。2022年（令和4年）3月31日現在の蔵書数は147,616冊、2021年（令和3年）度の貸出冊数は104,527冊。
絵本や紙芝居の所蔵が多く、ビデオ・CDも保有する。児童書架は子供の身長に合わせ、最上段は本の表紙が見えるように配架する。
おはなし会・人形劇・パネルシアターなどの行事があり、子供向けの行事は「おはなしのへや」で開かれる。指定管理者制度を導入した2012年（平成24年）度から「図書館まつり」を開催している。これまでに、しおり・バッジ・マグネット・かぼちゃランタンなどの制作体験、おはなし会、ジオパーク推進団体「プチェーロ」によるワークショップ などの催しがあった。
図書館付近には、ソメイヨシノ約100本からなる桜並木がある。

## 利用案内
- 開館時間：9時30分から19時まで
- 休館日：月曜日、特別館内整理日、年末年始
- 貸出制限：那須烏山市に在住・通勤・通学する者またはさくら市・那須郡那珂川町・塩谷郡高根沢町に居住する者
- 貸出可能冊数：図書=10冊、視聴覚資料=3点
- 貸出可能期間：図書=2週間、視聴覚資料=1週間
- 予約、リクエスト、レファレンスサービス、複写可能。
- セルフ端末（貸出機）、インターネット端末、視聴覚コーナー（南那須図書館のみ）あり。

### 電子図書館
2022年（令和4年）9月1日にサービスを開始し、3冊まで14日間（延長は1回可能）借りることができる。利用条件は那須烏山市立図書館の利用者カード保持者のうち、那須烏山市に在住・通勤・通学する者である。しおりを付ける機能や、音声読み上げ機能が搭載され、貸出期限が過ぎると自動的に返却される。開始当初は約8,000タイトルが貸出可能であった。